# Hypericum paucifolium
Hypericum paucifolium är en johannesörtsväxtart som beskrevs av S. Wats.. Hypericum paucifolium ingår i släktet johannesörter, och familjen johannesörtsväxter. Inga underarter finns listade i Catalogue of Life.